# The Chocolate Soldier
Pour plus de détails, voir Fiche technique et Distribution.
The Chocolate Soldier est un film réalisé en 1941 par Roy Del Ruth.
Le film fut nommé pour trois oscars : meilleure photographie noir et blanc, meilleure musique, meilleur enregistrement du son.

## Synopsis
Maria et Karl Lang forment un duo de chant à Vienne. Maria est très coquette et Karl très jaloux. Karl se fait passer pour un garde russe et tente charmer Maria sous ce déguisement - afin de tester sa fidélité - déguisé, Karl fait des pieds et des mains pour séduire Maria. Elle refuse puis accepte. Karl ne sait pas quoi en penser.

## Fiche Technique
Source : IMDb
- Titre original : The Chocolate Soldier
- Titre belge : Le soldat de chocolat
- Réalisation : Roy Del Ruth
- Scénario    : Leonard Lee, Keith Winter
- Producteur : Victor Saville (MGM)
- Directeur de la photographie : Karl Freund
- Montage : James E. Newcom
- Direction artistique : Cedric Gibbons
- Décors : Edwin B. Willis
- Costumes : Adrian et Gile Steele
- Maquillage : Jack Dawn
- Son : Douglas Shearer
- La pièce originale est écrite par : Ferenc Molnàr, Leonard Lee, Keith Winter, Ernest Vajda (non crédité), Claudine West (non créditée)
- Pays d’origine : États-Unis
- Format : Noir et blanc - 35 mm - son : mono - rapport de forme : 1,37 : 1 - procédé cinématographique : sphérique
- Genre : Comédie musicale
- Durée : 102 minutes (2 785 m)
- Dates de sortie :
  - États-Unis : 31 octobre 1941 à New York ; novembre 1941 : sortie nationale

## Distribution
Source : IMDb
- Nelson Eddy : Karl Lang, alias Vassily Vassilievitch
- Risë Stevens : Maria Lanyi, femme de Karl
- Nigel Bruce : Bernard Fischer, critique
- Florence Bates : Madame 'Pugsie' Helene
- Dorothy Gilmore : Magda
- Nydia Westman : Liesel, femme de ménage de Maria
- Max Barwyn : Anton, valet de Karl
- Charles Judels : Klementor, le directeur du Double Eagle
- Yvette Dugay (non créditée) : enfant chantant dans la séquence Seek the Spy